# Opsparing
Opsparing er den del af indkomsten, der ikke forbruges. Det gælder altså definitorisk, at disponibel indkomst = forbrug + opsparing, såvel for individuelle husholdninger som for lande. Opsparing kan opgøres brutto, dvs. før der tages højde for den løbende forringelse af kapitalapparatet, eller netto, med fradrag for den nævnte kapitalnedslidning.

## Hvad afhænger opsparingen af?
I almindelig økonomisk tankegang tænkes en persons opsparing at afhænge af hans indkomst, formue, forventede fremtidige indkomster og de forventede fremtidige forbrugsbehov. Også renten kan tænkes at spille en rolle, selvom sammenhængen mellem rente og opsparing ikke er tydelig empirisk. Offentlige og andre kollektive beslutninger kan også påvirke opsparingen. I Danmark har således de kollektive arbejdsmarkedspensionsordninger, der for den enkelte medfører en tvungen opsparing i pensionskasse, især siden starten af 1990'erne spillet en betydelig rolle for de private husholdningers opsparing.
Da såvel indkomst som forbrugsmuligheder afhænger af personers alder, er der normalt en tydelig aldersprofil i opsparingen. Man taler om et livscyklusforløb, hvor personer typisk sparer op, mens de er midt i livet som erhvervsaktive. Som ældre (i pensionsalderen) sparer de omvendt ned, dvs. de forbruger deres (pensions-)formue. Som unge vil en del, især uddannelsessøgende, der har en ret beskeden indkomst, også tage lån (dvs. nedspare) for at finansiere en del af deres forbrug. På denne måde kan man ved hjælp af op- og nedsparing forbrugsudjævne, så forbruget fordeles mere jævnt over livet end indkomsten.

## Opsparing som strøm og som beholdning
Opsparing i ovennævnte betydning er en strøm, dvs. en løbende størrelse; en persons opsparing i løbet af et år er således den andel af hans disponible indkomst, han sætter til side i løbet af året. Somme tider anvendes ordet imidlertid også som en beholdning, nemlig som synonym for en persons formue (= det kumulerede resultat af tidligere perioders opsparing). På engelsk skelnes her mellem begreberne saving og savings, hvor saving er den løbende strømstørrelse, mens savings udtrykker den beholdning (formue), der eksisterer på et givet tidspunkt.

## Opsparing og investeringer
I en lukket økonomi, der ikke handler med omverdenen, er den samlede opsparing pr. definition lig med de samlede investeringer. Denne sammenhæng gælder således på globalt plan. For en åben økonomi gælder det, at den indenlandske opsparing er lig med de indenlandske investeringer + overskuddet på betalingsbalancens løbende poster. Den samlede danske private og offentlige opsparing vil altså i sidste ende enten blive placeret i indenlandsk realkapital som bygninger og maskinel eller i udenlandske aktiver, enten som direkte investeringer i udlandet eller som opkøb af udenlandske værdipapirer (f.eks. aktier og obligationer).
I Danmark blev aktiesparekontoen introduceret i 2019 til investering af opsparede midler i aktier.